# Saint-Jouin-de-Blavou

Saint-Jouin-de-Blavou este o comună în departamentul Orne, Franța. În 1 ianuarie 2022 avea o populație de 307 de locuitori.